# 1573

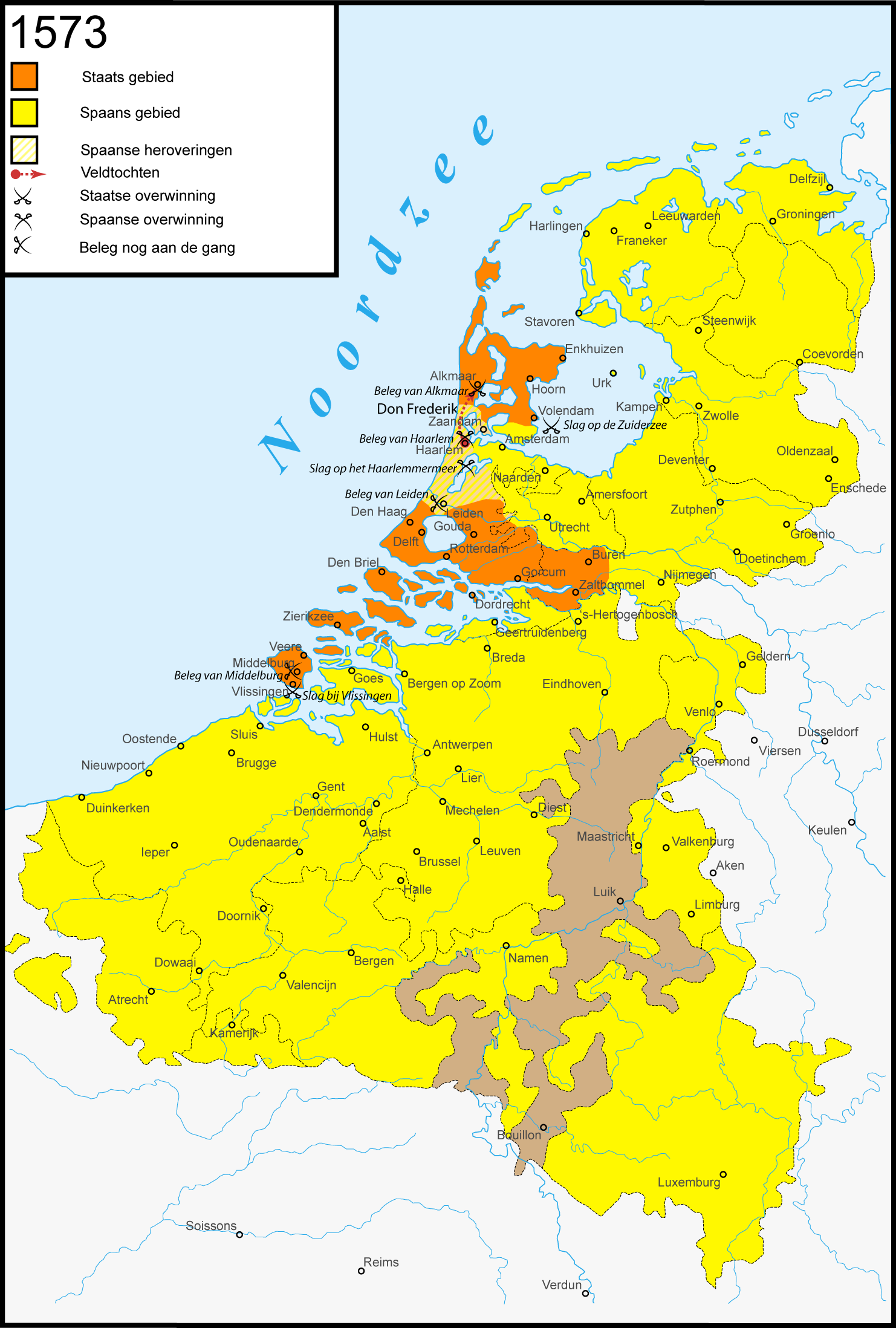
De Nederlandse Opstand in 1573.

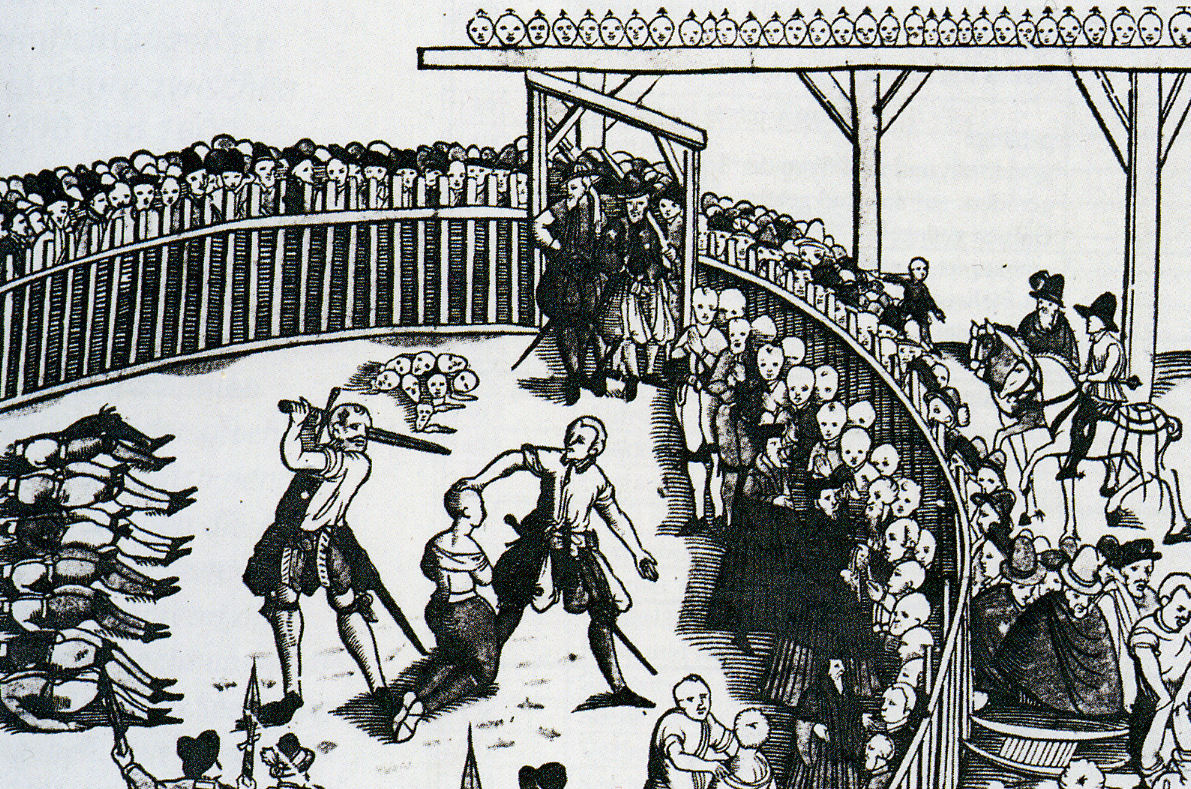
Doodstraf van zeerovers in Hamburg, Sebastian Sonntag.

Het jaar 1573 is het 73e jaar in de 16e eeuw volgens de christelijke jaartelling.

## Gebeurtenissen
januari
- 28 - In Warschau wordt de Warschau-confederatie getekend die de godsdienstvrijheid in de Pools-Litouwse Gemenebest vastlegt.

april
- 17 - Een Spaanse vloot onder Sancho d'Avila probeert Vlissingen te heroveren maar wordt vanuit de stad door kanonvuur verdreven. Vervolgens maakt een geuzenvloot onder Lieven Keersmaker vijf Spaanse schepen buit in de Slag bij Vlissingen.
- 22 - Slag bij Borsele: een zeeslag tussen een Spaanse vloot onder Sancho d'Avila en een geuzenvloot onder admiraal Worst. De meeste Spaanse schepen moeten terugkeren.
- 23 - De kerkschatten uit de Oude Kerk (Delft) worden verkocht om de soldaten te betalen. Daarbij wordt het hoogaltaar van Willem van Tetrode vernield om de beelden eruit los te kunnen verkopen.
- Het Spaanse leger onder Alva's zoon Don Frederik herovert bijna alle steden in Overijssel en Gelderland.
- Beleg van Haarlem: door de Spanjaarden onder Don Frederik. Heldinnenrol van Kenau Simonsdochter Hasselaer.
- Don Frederik blaast Huis ter Kleef (Haarlem) op, om te voorkomen dat de Geuzen dit kasteel gebruiken als uitvalsbasis om Haarlem weer te veroveren.

mei
- 26 - Slag op het Haarlemmermeer: een zeeslag tussen Spaanse schepen onder Bossu en een geuzenvloot onder leiding van admiraal Brandt. De geuzen worden verslagen, Haarlem houdt nog stand tot juli.

juli
- 12 - Haarlem geeft zich over aan de Spanjaarden. Kapitein Ripperda en 700 manschappen worden door de Spanjaarden terechtgesteld.

augustus
- 5 - Het Fort Rammekens kan worden ingenomen door watergeuzen onder bevel van Charles de Boisot. Het slechts zeventig man sterke garnizoen geeft zich over na een kort gevecht.
- 9 - Jan van Hout wordt in zijn oude functie van stadssecretaris van Leiden hersteld.
- 15 - Willem van Oranje benoemt Lodewijk van Boisot tot luitenant-admiraal van Zeeland.
- 28 - Willem van Oranje neemt Geertruidenberg in.
- augustus - De Spanjaarden landen bij Vrouwenpolder in een poging Walcheren te heroveren.

september
- september - Een vloot van dertig schepen onder Bossu doorbreekt de blokkade, die de Watergeuzen hebben gelegd in het IJ voor Amsterdam.

oktober
- 8 - Spaans beleg van Alkmaar afgeslagen ('bij Alkmaar begint de victorie'). Als dank geeft prins Willem van Oranje de stad het eeuwigdurend recht tot het houden van de Kaaswaag.
- 11 - Slag op de Zuiderzee tussen de Watergeuzen en een Spaanse vloot, die eindigt in een overwinning voor de Watergeuzen.
- 14 - Met de aanleg van Schans Lammen wordt door de Leidenaren begonnen.
- Hertog Alva wil zelf het verzet in de Nederlanden breken. Hij stuurt Medina Celi, die Filips op advies van Granvelle als opvolger van Alva naar de Nederlanden gezonden had, terug; maar het succes blijft uit en Alva legt zijn ambt neer. Hij vertrekt naar Spanje waar hij in ongenade blijft tot 1578.

december
- 1 - Alva op eigen verzoek vervangen door Don Louis de Requesens.
- 1 - Reimerswaal dat al danig door alle watersnoden aan belang heeft ingeboet wordt ingenomen door de watergeuzen omdat de stad de Spaanse kant gekozen had. De stad wordt in brand gestoken en staat drie jaar leeg.
- 18 - Alva verlaat de Nederlanden.

zonder datum
- De Alkmaarse provinciale synode schrijft voor, dat in de middagdienst uit de Heidelbergse Catechismus gelezen zal worden.
- De abdij en het kasteel van Egmond worden verwoest door de Geuzen onder leiding van Diederik Sonoy en op bevel van Prins Willem I van Oranje-Nassau. Met de bezittingen van de abdij wordt de oprichting van de universiteit van Leiden gefinancierd.
- Einde van de vierde Franse Godsdienstoorlog.
- Venetië sluit vrede met het Osmaanse Rijk.

## Bouwkunst

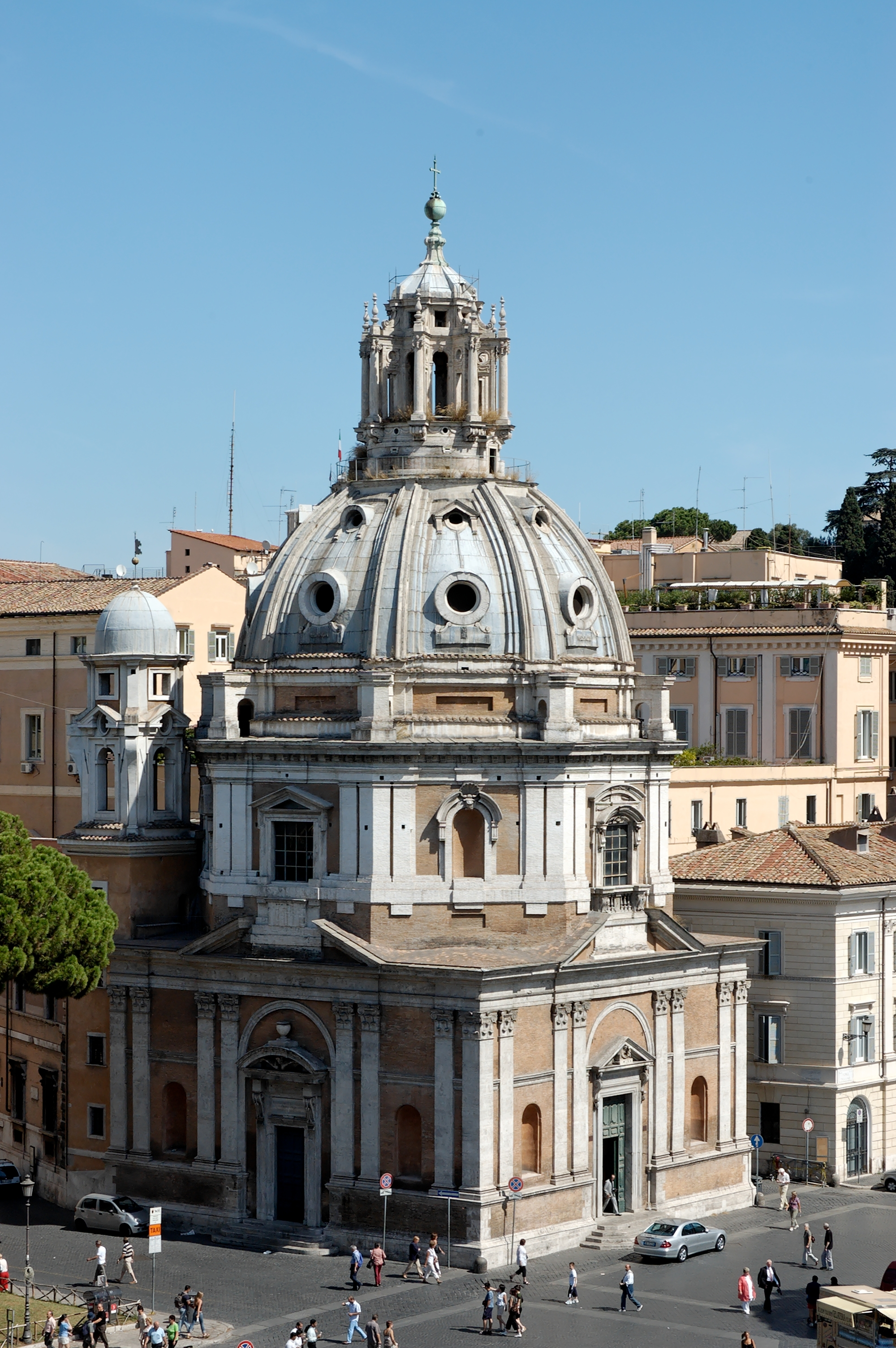
Santa Maria di Loreto Vittoriano, Rome (1573)

## Geboren
januari
- 10 - Simon Marius, Duits astronoom (overleden 1624)

juli
- 15 - Inigo Jones, Engels architect (overleden 1652)

augustus
- 15 - Anna van Oostenrijk, aartshertogin van Oostenrijk en koningin van Polen en Zweden (overleden 1598)

december
- 22 - Ernst Casimir van Nassau-Dietz, stadhouder van Friesland, Groningen en Drenthe (overleden 1632)

## Overleden
april
- 7 - Andreas Masius (58), Nederlands katholiek priester, diplomaat en rechtsgeleerde

december
- 30 - Giraldi (69), Italiaans dichter

datum onbekend
- Pieter Sywertszoon, Nederlands organist, vader van Jan Pieterszoon Sweelinck